# Fyrskib Gedser Rev
Fyrskib Gedser Rev var et fyrskib fra 1895 til 1972, hvor det blev taget ud af tjeneste og oplagt på Holmen.
Det blev sat til salg, og doneret af A.P. Møller og Hustru Chastine Mc-Kinney Møllers Fond til almene Formaal.
Fyrskibet var indtil 2018 oplagt i Nyhavn i København, hvorefter det blev flyttet til Historisk Havn i Helsingør. Det ejes af Nationalmuseet, men er pt. udlånt til Helsingør Kommune og drives af M/S Museet for Søfart og Foreningen for Fyrskib XVII. Skibet er unikt, idet de fremstår stort set som efter ulykken i 1954, og kahytterne ombord så ud, da det sidste skiftehold forlod skibet i 1972.

## Historie
Fyrskibet Gedser Rev blev bygget på N.F. Hansens værft i Odense, hvorfra det i 1895 sejlede ud. I de første år lå de ud for Helsingør ved Lappegrunden. I 1921 blev det placeret ved Gedser Rev, hvor det forblev resten af sin tjenestetid, med undtagelse af perioden 1940-1945 under anden verdenskrig.
Under Cubakrisen fik fyrskibet en central rolle, da det sendte indberetninger om Warszawapagtens sejlads med militært udstyr til Cuba til Langelandsfortet og Stevnsfortet. Hammerodde Fyr sendte en meddelelse til Fyrskib Gedser Rev, der igen sendte det videre, at russiske skibe var på vej med militært udstyr. Midt i Atlanten returnerede skibene, efter ordre fra Nikita Khrusjtjov. Den amerikanske præsident John F. Kennedy havde nemlig iværksat en blokade af skibe på vej til Cuba med militært udstyr som f.eks. atomraketter. 
Fyrskibet var placeret midt mellem DDR og Danmark. Matros Niels Gartig var på fyrskibet i 10 år. I den periode kom omkring 50 flygtninge fra det daværende Østtyskland (DDR) til Fyrskibet. Da man var klar over, at DDR fulgte med i kommunikationen fra fyrskibet, sendte man beskeden "vi har brug for mere vand". Det var en besked om, at man kunne hente flygtninge fra fyrskibet. Fyrskibet var i en periode på østtyske turistkort, men blev fjernet, for at undgå at folk forsøgte at flygte til vesten via fyrskibet.
Fyrskib XVII har været påsejlet flere gange under sin lange tjenestetid. Den mest alvorlige hændelse indtraf i 1954, hvor skibet blev påsejlet fra bagbords side og sank på få minutter. Matrosen, der havde vagt og stod på udkik, nåede at varsko den øvrige besætning, der alle blev reddet. Uheldigvis blev selv samme sømand slynget over bord under kollisionen og druknede.
Skibet blev taget ud af funktion i 1972, hvor det blev lagt op på Flådestation Holmen og sat til salg. A.P. Møller og Hustru Chastine Mc-Kinney Møllers Fond til almene Formaal donerede penge til Nationalmuseet, så de kunne købe det. I 2013 begyndte en renovering af skibet, efter en donation på over 8 mio. kroner, som atter engang kom fra A.P. Møller og Hustru Chastine Mc-Kinney Møllers Fond til almene Formaal. Arbejdet blev afsluttet i 2014.
I 2009 udsendte Den Kgl. Mønt en 20-krone i serien af Skibsmønter med Fyrskib XVII som motiv, udarbejdet af billedhugger Karin Lorentzen.
Udstyret ombord på skibet, herunder den 3-cylindrede Vølund-motor, ankerspillet og tågehorn er fuldt funktionsdygtige.